# Українці Португалії
Украї́нці в Португа́лії — громадяни України, а також громадяни українського походження з інших країн, які постійно або тимчасово мешкають в Португалії. Третя національна меншина в Португалії (в 2000-х). За офіційними даними Португальської міграційної служби станом на 2014 рік у країні легально проживало 37852 громадянина України (9,6 % від числа усіх іноземців в Португалії). Частина українців об'єднані у Спілку українців у Португалії.

## Статистика (2000—2012)
Станом на 2014 рік в Португалії мешкало 395.195 іноземних громадян. З них легальних громадян України нараховувалося 37852 особи (9,6 % від числа усіх іноземців). Це третя етнічна меншина в Португалії після бразильців (87.493 особи (22,1 %)) і кабо-вердійців (40.912 особи (10,4 %)). Серед українських емігрантів переважають жінки — 19.173 особи. До статистики не входять українці, які зареєстровані в Португалії як громадяни країн ЄС або інших країн світу. Також офіційно не враховуються українці, які живуть тимчасово або нелегально.
| рік  | Чоловіки | Жінки  | Разом           |
| ---- | -------- | ------ | --------------- |
| 2000 | 86       | 77     | 163             |
| 2001 | —        | —      | 45829           |
| 2002 | —        | —      | 62448           |
| 2003 | —        | —      | 65220           |
| 2004 | —        | —      | 66281           |
| 2005 | 29592    | 14257  | 43849           |
| 2006 | 25716    | 15814  | 41530           |
| 2007 | 24243    | 15237  | 39480           |
| 2011 | 25883    | 22139  | 48022           |
| 2012 | —        | —      | 44.074          |
| 2013 | 20.746   | 20.345 | 41.091 (10,2 %) |
| 2014 | 18.679   | 19.173 | 37.852 (9,6 %)  |

Нова хвиля української міграції в Португалію була зафіксована в 2001 році. Але вже в 2005, в зв'язку з ситуацією на ринку будування нерухомості, почався зворотний процес вибуття українців з Португалії.

### За округами
Українці зосереджені в Лісабоні, Лейрії, Порту, Авейру, Сантарені, Сетубалі, Бразі, Коїмбрі та їх передмістях, на півдні — в адміністративному окрузі Фару.
| Адміністративні округи та автономні регіони | Українці (2007) | Кількість українців (2011) |
| ------------------------------------------- | --------------- | -------------------------- |
| Округ Авейру                                | 3205            | 2852                       |
| Округ Бежі                                  | 639             | 684                        |
| Округ Браги                                 | 1329            | 1816                       |
| Округ Браганси                              | 197             | 204                        |
| Округ Віани-ду-Каштелу                      | 309             | 348                        |
| Округ Візеу                                 | 818             | 825                        |
| Округ Віли-Реал                             | 383             | 335                        |
| Округ Гуарди                                | 448             | 365                        |
| Округ Евори                                 | 765             | 642                        |
| Округ Каштелу-Бранку                        | 662             | 529                        |
| Округ Коїмбри                               | 1247            | 1474                       |
| Округ Лейрії                                | 4321            | 4971                       |
| Округ Лісабону                              | 6857            | 13005                      |
| Округ Порталегре                            | 234             | 257                        |
| Округ Порту                                 | 3708            | 3456                       |
| Округ Сантареня                             | 2349            | 3414                       |
| Округ Сетубалу                              | 1845            | 2861                       |
| Округ Фару                                  | 8825            | 9167                       |
| Азорські острови                            | 389             | 251                        |
| Мадейра (архіпелаг)                         | 950             | 566                        |

## Церкви

### Українська греко-католицька церква

#### Лісабон
22 лютого 2001 року на прохання Патріарха Лісабону приїхав перший український священик василіянин о. Йосафат Андрій Коваль, ЧСВВ. 27 вересня 2001 року приїхав о. Натанаїл Гарасим, ЧСВВ, а 28 вересня о. Віталій Климчук, ЧСВВ. Пізніше у 2002 році приїхав о. Боніфатій Залуцький, ЧСВВ, 12 лютого 2005 року прибув о. Давид Колеша, ЧСВВ та 17 березня о. Маріо Завірський, ЧСВВ. Впродовж цього часу, як бачимо, змінилось кілька священиків, бо одні виїжджали, а на їх місце приїжджали інші. В Лісабоні все було два священики — один був для Лісабону, а другий був Координатором для душпастирювання по цілій Португалії. 21 червня 2007 року до Лісабону приїжджають о. Йоан Дмитро Лубів, ЧСВВ та о. Сільвіо Літвинчук, ЧСВВ. Обидва отці приїхали на допомогу о. Маріо на літо. Після канікул о. Сільвіо повертається до Риму, а о. Йоан залишається в Лісабоні для українців. З червня по жовтень 2008 року допомагає о. Герман Василь Ничак, ЧСВВ. о. Йоан Дмитро Лубів, ЧСВВ виконує поручене йому служіння в Лісабоні та Сінтрі. Як також о. Йоан є призначений помічником Пасторального Координатора. 21 липня 2009 року до помочі приїхав о. Микола Мар'ян Ярема, ЧСВВ і виконує душпастирське служіння в Калдаш да Раїня, Аленкер та Кашкайш.
2012 році о. Йоан переїхав на нове служіння до монастиря св. Миколая, с. Крехів, що на Львівщині. Виконував служіння магістра новіціяту. Водночас викладав богословські предмети у Василіянському Інституті, що у Брюховичах.
2012 у жовтні приїхав о. Ілля Фіголь, ЧСВВ.
2013 приїхав о. Бернард Підгірний, ЧСВВ.
Українська церковна громада в Патріархаті Лісабона (Патріярх-Кардинал Жозе да Круж Полікарпу, Президент Португальської Єпископської Конференції) почала формуватись при Церкві св. Юрія 25 березня 2001 року. Спочатку всі богослуження проходили в ній, а 13 січня 2002 року перейшли до Церкви Різдва Пресвятої Богородиці. У 2008 році створено вебсторінку.
Академічний хор духовної музики «Подих Вічності» розпочав свою діяльність у 2009 році при церкві Різдва Пресвятої Богородиці м. Лісабону. Засновником є ієромонах Василіанського Чину, о. Йоан Лубів. Регент — Оксана Киба до 2013 року. З 2013 року регент хору є Іванна Стасів. Хористи — віруючі люди з різних областей України. За короткий час свого існування в репертуарі звучать літургійні твори українських класиків: М. Вербицького А. Гнатишина К. Стеценка М. Леонтовича О. Кошиця Д. Бортнянського В. Староруського Д. Січинського А. Архангельського С. Людкевича та ін.
Театральна студія Теотокос сформована при церкві 2008-го року. Її засновниками є о. Йоан Лубів, ЧСВВ, Оксана Болюх, Ірина Петрів та інші. Наймолодший серед талантів студії — Ростислав Ґрунт. За цей час вдалося поставити вистави «Вічне джерело» та «Надія», дійства до свят Миколая та Йосафата. Станом на 2020 рік студія не працює.
Журнал «Українська Писанка» виходив раз на місяць. Його редактором був[коли?] о. Йосафат Коваль, ЧСВВ.
Щотижневий часопис «Голос Церкви Володимирового Хрещення» почав виходити 26 липня 2009 року. Над його випуском працюють отці василіянської обителі міста Лісабона: о. Йоан та о. Микола. Тираж 200 примірників.
25 листопада 2009 року при церкві почало діяти товариство «Апостольство молитви». Членами двох спільнот (святого Василія Великого й святого Йосафата) є 31 особа[коли?]. Ревнителькою спільноти святого Йосафата є Ольга Ґрунт, а ревнителькою спільноти святого Василія Великого — Катерина Гопанюк. Зустрічі товариства відбуваються щомісяця.
При церкві діє біблійний гурток читання Святого Письма, учасники якого Збираються щосуботи о 20:00 та в святкові дні (вільні від праці).

#### Брага
З 2007 року душпастирює о. Анатолій у дієцезії Порто та Архидієцезії Браги. Пізніше, у 2010 році його замінив о. Анатолій Цікало, ЧНІ та поїхав в Україну 2013 році.
У березні 2014 року о. Йона Лубів, ЧСВВ вдруге приїжджає до Португалії. Живе у Лісабоні, вчиться у Католицькому Португальському Університеті, тісно співпрацює з Католицьким Харизматичним Відновленням та доїжджає з Лісабона до Порту та Браги служити Божественну Літургію для українців.
Богослужіння відбуваються у таких містах: Віла Нова ди Гая, Сау Жуау да Мадейра та Бразі.
У травні 2016 року, на День Матері та Томину неділю, Божественну Літургію очолив Владика Йосиф Мілян та пообіцяв дати священика на Північ Португалії. Надіємось на реальність слів Владики.

### Православна церква України
Громада «Всіх Святих Землі Української» в місті Брага (перше богослужіння відбулося 6 квітня 2003 року)
Громада «Св. Архистратига Михаїла» в місті Авейро (перше богослужіння відбулося 7 січня 2010 року).

## Проспект України у Лісабоні

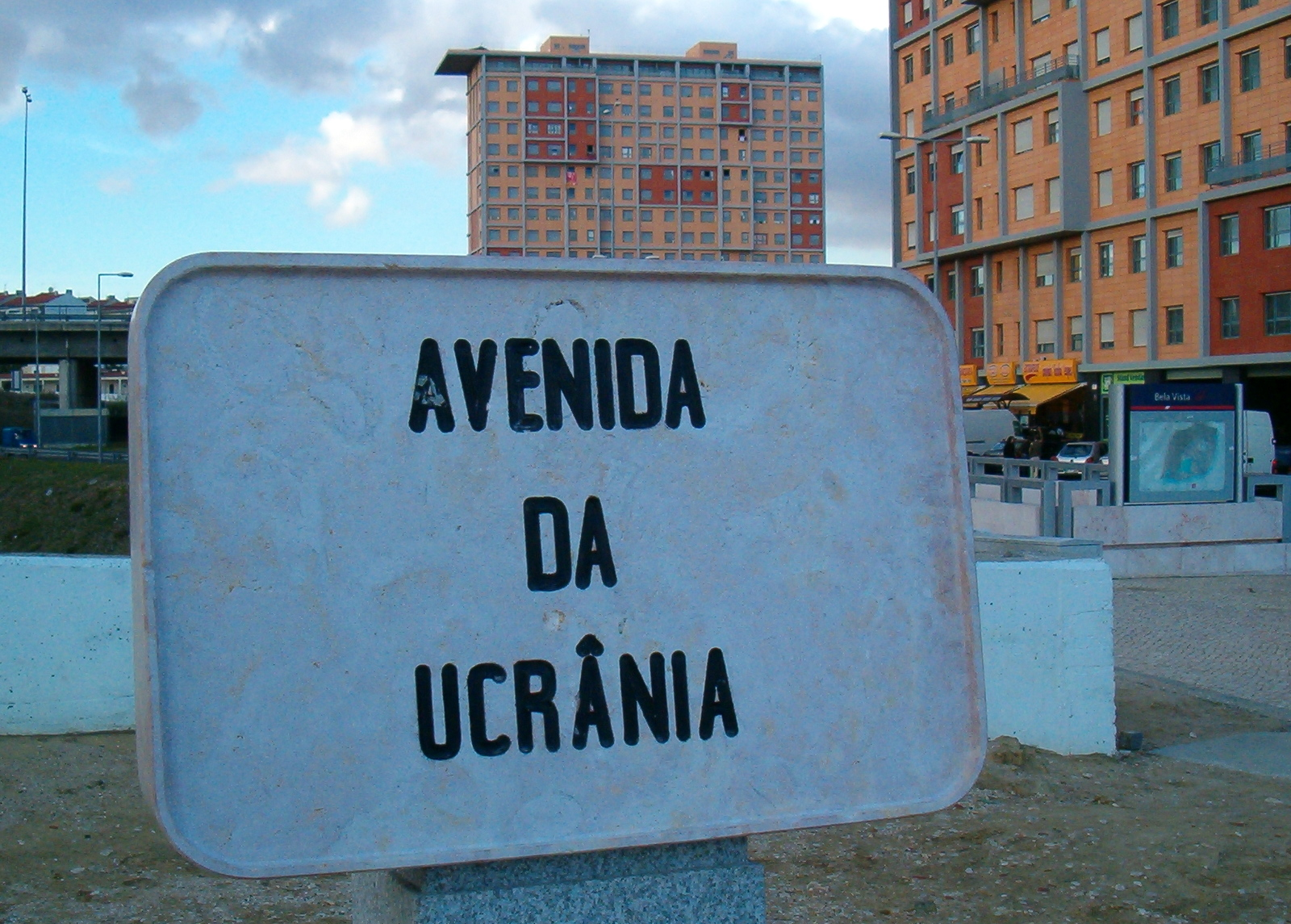
Дороговказ проспекту України

Визначною подією у житті португальських українців стало урочисте відкриття 23 червня 2008 року проспекту України (порт. Avenida da Ucrânia) у місті Лісабоні. Ця подія збіглася з дводенним офіційним візитом Президента України до Португалії. Цей факт є вдячністю португальського народу за працелюбність українців у розбудові міста та країни в цілому.
У той же день Віктор Ющенко відзначив містечко Грандолу, як перший португальський муніципалітет що визнав Голодомор 1932—1933 років актом геноциду українського народу, та звернувся з заявою про намір України ближчим часом відкрити у Лісабоні культурно-інформаційний центр.

## Організації

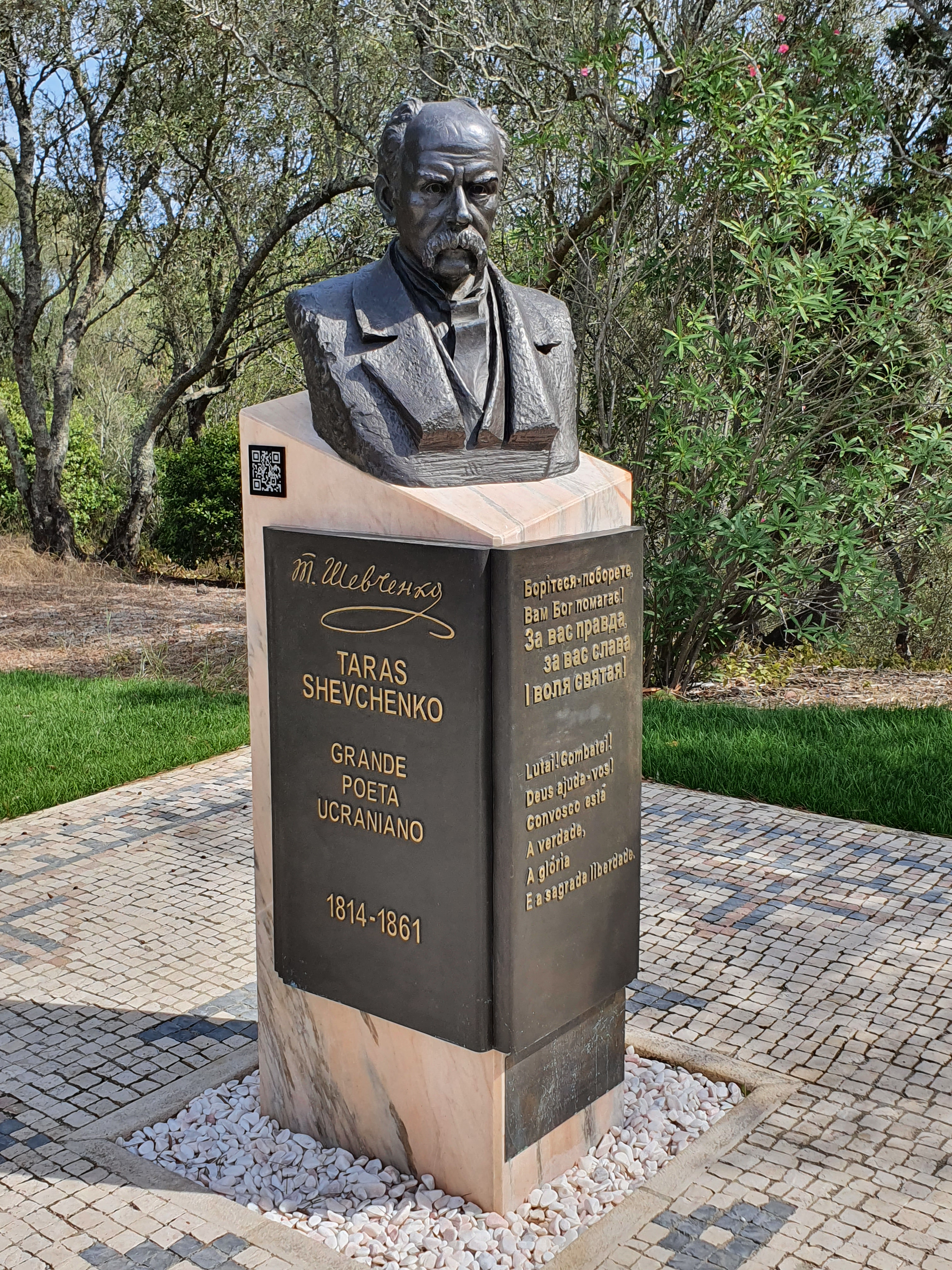
Пам'ятник Тарасові Шевченку у місті Лісабон

У Португалії діє Спілка Українців у Португалії.

## Євромайдан

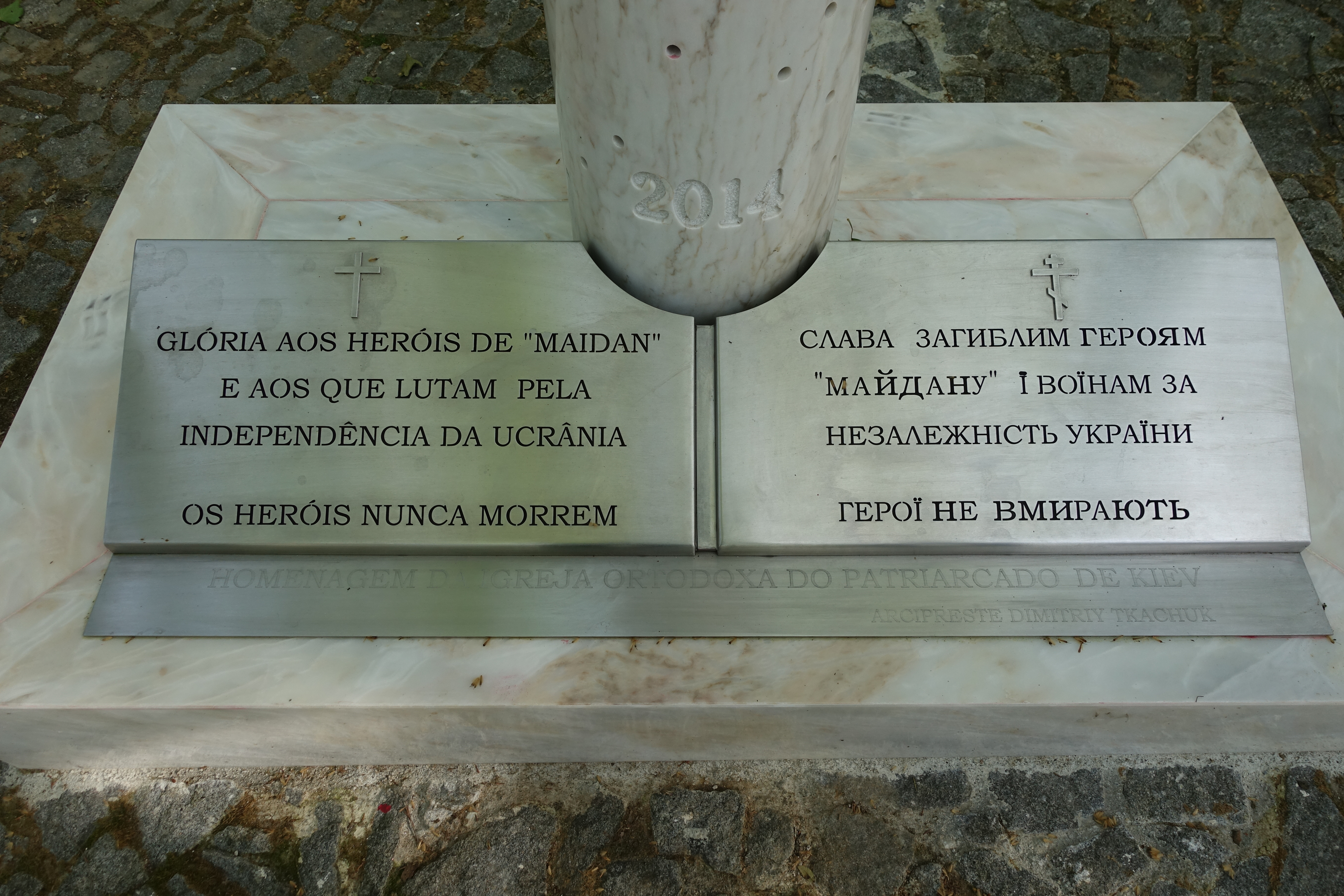
Пам'ятна плита на честь полеглих на Майдані (Брага).

2 грудня 2013 в неділю в Лісабоні біля будинку українського посольства відбулася друга за останній час демонстраця протесту проти репресій в Україні. Близько ста українців, які проживають в Лісабоні тримали прапори України та ЄС, фотографії поранених міліцією демонстрантів в Києві; наступні транспаранти: «Янукович, Україна йде в ЄС без тебе!», «Ми — європейці! Україна є Європа», «Янукович, їзжай до Росії» та «Україна без Януковича!». На початку зборів демонстранти проспівали в унісон гімн України. Відбувся діалог з послом.
«На першій демонстрації тут в Лісабоні (в четвер) ми закликали Януковича підписати угоду з ЄС. Але він замість цього відповів українському народу насильством. — сказав один з організаторів, голова Спілки українців Португалії Павло Садоха. — Зараз, на знак солідарності з українським народом у всьому світі, ми вимагаємо, щоб Янукович залишив посаду президента і вимагаємо відставки уряду України»
Аналогічна демонстрація українців діаспори відбулась 9 грудня в другому великому місті країни Порту.

## Відомі особи
- Садоха Павло Олексійович — Голова Спілки Українців у Португалії
- Валерій і Марита Васькови — заслужені працівники культури України (Лісабон)[11]